# Torella dei Lombardi
Torella dei Lombardi là một đô thị (commune) thuộc tỉnh Avellino trong vùng Campania của Ý. Torella dei Lombardi có diện tích 26 km2, dân số là 2247 người (thời điểm ngày 1 tháng 5 năm 2009). 